# 970
| [ Edytuj tabelę ]              |                                                           |
| Książę Polski                  | - 960 Mieszko I 992                                       |
| Król Anglii                    | - 959 Edgar Spokojny 975                                  |
| Hrabia Aragonii                | - 922 Andregota Galíndez 972                              |
| Hrabia Aragonii i król Nawarry | - 926 Garcia I 970 - 970 Sancho II 994                    |
| Hrabia Barcelony               | - 947 Borrell II 992                                      |
| Książę Bawarii                 | - 955 Henryk II Kłótnik 976                               |
| Książę Burgundii               | - 965 Odo-Henryk 1002                                     |
| Cesarz Bizancjum               | - 969 Jan I Tzimiskes 976                                 |
| Car Bułgarii                   | - 969 Borys II 971                                        |
| Cesarz Chin                    | - 960 Song Taizu 976                                      |
| Książę Czech                   | - 935 Bolesław I Srogi 972                                |
| Król Danii                     | - 958 Harald Sinozęby 987                                 |
| Władca Egiptu                  | - 969 Al-Mu’izz 975                                       |
| Król Franków zachodnich        | - 954 Lotar 986                                           |
| Król Gruzji                    | - 961 Dawid III 1001                                      |
| Hrabia Holandii                | - 939 Dirk II 988                                         |
| Cesarz Japonii                 | - 969 En’yū 984                                           |
| Kalif                          | - 946 Al-Muti 974                                         |
| Hrabia Kastylii                | - 923 Ferdinand Gonzalez 970 - 970 Garcia I Fernandez 995 |
| Król Khmerów                   | - 968 Dżajawarman V 1001                                  |
| Wielki książę Kijowa           | - 945 Światosław I 972                                    |
| Patriarcha Konstantynopola     | - 956 Polieuktos 970 - 970 Bazyli I Skamandrenos 974      |
| Władca Korei                   | - 949 Kwangjong 975                                       |
| Król Leónu                     | - 966 Ramiro III 984                                      |
| Król Norwegii                  | - 961 Harald II Szara Opończa 976                         |
| Hrabia Palatynatu              | - 945 Hermann Pusillus 994                                |
| Papież                         | - 965 Jan XIII 972                                        |
| Hrabia Portugalii              | - 950 Gonçalo Mendes 999                                  |
| Cesarz Rzymski (niemiecki)     | - 962 Otton I Wielki 973                                  |
| Książę Saksonii                | - 961 Hermann 973                                         |
| Król Szkocji                   | - 966 Cuilen 971                                          |
| Król Szwecji                   | - 970 Eryk Zwycięski 995                                  |
| Doża Wenecji                   | - 959 Pietro IV Candiano 976                              |
| Książę Węgier                  | - 955 Taksony 970 - 970 Gejza 997                         |
| Cesarz Wietnamu                | - 968 Đinh Bộ Lĩnh 979                                    |

Rok 970 / CMLXX
stulecia: IX wiek ~
X wiek ~
XI wiek

lata: 960 «
965 «
966 «
967 «
968 «
969 «
970
» 971
» 972
» 973
» 974
» 975
» 980

## Wydarzenia w Polsce
Przypuszczalnie około tej daty:
- urodziła się Świętosława, siostra Bolesława Chrobrego
- urodził się Radzim Gaudenty, biskup gnieźnieński
- posługę w Krakowie rozpoczął Prohor, biskup krakowski
- miały miejsce pierwsze polskie wczesnośredniowieczne emisje monetarne
- urodziła się Emnilda słowiańska
- Mieszko I wzniósł twierdzę w Gdańsku

## Wydarzenia na świecie
- Europa
  - W Norwegii rozpoczął rządy jarl Hlkon Sigurdsson
  - G. Ulfson odkrył Grenlandię
  - upadek miasta wikingów – Birka na wyspie Björkö.
  - koniec panowania Taksonyego na Węgrzech.
  - Włodzimierz Wielki otrzymał Nowogród Wielki
  - Utworzenie marchii kraińskiej
  - Bitwa pod Arkadiopolis
  - początek panowania Gejzy z dynastii Arpadów w państwie węgierskim

## Urodzili się
- Robert II Pobożny  -  król Francji
- Gaudenty (imię słowiańskie Radzim) pierwszy arcybiskup gnieźnieński. (data przybliżona)

## Zmarli
- 5 lutego – Polieuktos, patriarcha Konstantynopola (ur. ?)
- data dzienna nieznana:
  - Garcia I, król Nawarry (ur. ?)
  - Gonzalez Fernan, hrabia Kastylii (ur. ?)